# Wiesentalbahn
| Wiesentalbahn in Lörrach-Haagen |                                                   |                                                               |                                                               |
| Streckenführung |                                                   |                                                               |                                                               |
| Streckennummer (DB): | 4400                                              |                                                               |                                                               |
| Streckennummer (BAV): | 517 (Basel Bad Bf–Grenze CH-D)                    |                                                               |                                                               |
| Kursbuchstrecke (DB): | 735                                               |                                                               |                                                               |
| Fahrplanfeld: | 501                                               |                                                               |                                                               |
| Kursbuchstrecke: | 304a (1946) 304c (Lörrach-Stetten – Lörrach 1946) |                                                               |                                                               |
| Streckenlänge: | 28,75 km                                          |                                                               |                                                               |
| Spurweite: | 1435 mm (Normalspur)                              |                                                               |                                                               |
| Streckenklasse: | D4                                                |                                                               |                                                               |
| Stromsystem: | 15 kV 16,7 Hz ~                                   |                                                               |                                                               |
| Maximale Neigung: | 11 ‰                                              |                                                               |                                                               |
| Minimaler Radius: | 300 m                                             |                                                               |                                                               |
| Streckengeschwindigkeit: | 120 km/h                                          |                                                               |                                                               |
| Zugbeeinflussung: | PZB                                               |                                                               |                                                               |
| Zweigleisigkeit: | Lörrach-Stetten – Lörrach-Haagen/Messe            |                                                               |                                                               |
| |                                                   |                                                               |                                                               |
| \| \| \| von Mannheim \| \| \| \| -1,59 \| Basel Bad Bf \| 263 m \| \| \| \| Strassenbahn Basel \| \| \| \| \| nach Basel SBB \| \| \| \| \| nach Konstanz \| \| \| \| 0,80 \| Riehen Niederholz \| 269 m \| \| \| 2,92 \| Riehen (ehem. Riehen (bei Basel)) \| 283 m \| \| \| \| \| \| \| \| 4,31 \| Staatsgrenze Schweiz/Deutschland, Eigentumsgrenze BEV/DB Netz \| Staatsgrenze Schweiz/Deutschland, Eigentumsgrenze BEV/DB Netz \| \| \| \| \| \| \| \| \| von Weil am Rhein \| \| \| \| 5,02 \| Lörrach-Stetten \| 289 m \| \| \| 5,80 \| Lörrach Museum/Burghof \| 293 m \| \| \| 6,51 \| Lörrach Hbf \| 299 m \| \| \| 7,20 \| Lörrach Gbf (Auto-Terminal) \| Lörrach Gbf (Auto-Terminal) \| \| \| \| ehem. Anschlussgleis Textilindustrie \| \| \| \| 7,80 \| Lörrach Schwarzwaldstraße \| 300 m \| \| \| \| A 98 \| \| \| \| \| \| \| \| \| 9,06 \| Lörrach-Haagen/Messe (ehem. Haagen (Baden)) \| 302 m \| \| \| \| \| \| \| \| \| \| \| \| \| 10,21 \| Lörrach-Brombach/Hauingen (ehem. Brombach (bei Lörrach)) \| 309 m \| \| \| \| \| \| \| \| \| Wiese (51 m) \| \| \| \| \| B 317 \| \| \| \| 13,75 \| Steinen \| 330 m \| \| \| \| Wiese (45 m) \| \| \| \| \| B 317 \| \| \| \| 16,70 \| Maulburg \| 352 m \| \| \| \| B 317 \| \| \| \| 18,30 \| Schopfheim West \| 364 m \| \| \| 19,92 \| Schopfheim \| 376 m \| \| \| \| Schopfheim-Schlattholz (seit 2017) \| 383 m \| \| \| \| ehem. nach Bad Säckingen \| \| \| \| 21,93 \| Fahrnau \| 393 m \| \| \| \| B 317 \| \| \| \| 24,03 \| Hausen-Raitbach \| 407 m \| \| \| \| Wiese (55 m) \| \| \| \| 27,16 \| Zell (Wiesental) \| 428 m \| \| \| \| ehem. nach Todtnau \| \| |                                                   |                                                               |                                                               |
| Strecke |                                                   | von Mannheim                                                  | von Mannheim                                                  |
| Bahnhof | -1,59                                             | Basel Bad Bf                                                  | 263 m                                                         |
| Kreuzung mit U-Bahn geradeaus oben |                                                   | Strassenbahn Basel                                            | Strassenbahn Basel                                            |
| Abzweig geradeaus und nach rechts |                                                   | nach Basel SBB                                                | nach Basel SBB                                                |
| Abzweig geradeaus und nach rechts |                                                   | nach Konstanz                                                 | nach Konstanz                                                 |
| Haltepunkt / Haltestelle | 0,80                                              | Riehen Niederholz                                             | 269 m                                                         |
| Bahnhof | 2,92                                              | Riehen (ehem. Riehen (bei Basel))                             | 283 m                                                         |
| |                                                   |                                                               |                                                               |
| Grenze | 4,31                                              | Staatsgrenze Schweiz/Deutschland, Eigentumsgrenze BEV/DB Netz | Staatsgrenze Schweiz/Deutschland, Eigentumsgrenze BEV/DB Netz |
| |                                                   |                                                               |                                                               |
| Abzweig geradeaus und von links |                                                   | von Weil am Rhein                                             | von Weil am Rhein                                             |
| Bahnhof | 5,02                                              | Lörrach-Stetten                                               | 289 m                                                         |
| Haltepunkt / Haltestelle | 5,80                                              | Lörrach Museum/Burghof                                        | 293 m                                                         |
| Bahnhof | 6,51                                              | Lörrach Hbf                                                   | 299 m                                                         |
| Dienststation / Betriebs- oder Güterbahnhof | 7,20                                              | Lörrach Gbf (Auto-Terminal)                                   | Lörrach Gbf (Auto-Terminal)                                   |
| Abzweig geradeaus und ehemals von links |                                                   | ehem. Anschlussgleis Textilindustrie                          | ehem. Anschlussgleis Textilindustrie                          |
| Haltepunkt / Haltestelle | 7,80                                              | Lörrach Schwarzwaldstraße                                     | 300 m                                                         |
| |                                                   | A 98                                                          |                                                               |
| |                                                   |                                                               |                                                               |
| Bahnhof | 9,06                                              | Lörrach-Haagen/Messe (ehem. Haagen (Baden))                   | 302 m                                                         |
| |                                                   |                                                               |                                                               |
| |                                                   |                                                               |                                                               |
| Haltepunkt / Haltestelle | 10,21                                             | Lörrach-Brombach/Hauingen (ehem. Brombach (bei Lörrach))      | 309 m                                                         |
| |                                                   |                                                               |                                                               |
| Brücke über Wasserlauf |                                                   | Wiese (51 m)                                                  | Wiese (51 m)                                                  |
| |                                                   | B 317                                                         |                                                               |
| Bahnhof | 13,75                                             | Steinen                                                       | 330 m                                                         |
| Brücke über Wasserlauf |                                                   | Wiese (45 m)                                                  | Wiese (45 m)                                                  |
| |                                                   | B 317                                                         |                                                               |
| Haltepunkt / Haltestelle | 16,70                                             | Maulburg                                                      | 352 m                                                         |
| |                                                   | B 317                                                         |                                                               |
| Haltepunkt / Haltestelle | 18,30                                             | Schopfheim West                                               | 364 m                                                         |
| Bahnhof | 19,92                                             | Schopfheim                                                    | 376 m                                                         |
| Haltepunkt / Haltestelle |                                                   | Schopfheim-Schlattholz (seit 2017)                            | 383 m                                                         |
| Abzweig geradeaus und ehemals nach rechts |                                                   | ehem. nach Bad Säckingen                                      | ehem. nach Bad Säckingen                                      |
| Haltepunkt / Haltestelle | 21,93                                             | Fahrnau                                                       | 393 m                                                         |
| |                                                   | B 317                                                         |                                                               |
| Haltepunkt / Haltestelle | 24,03                                             | Hausen-Raitbach                                               | 407 m                                                         |
| Brücke über Wasserlauf |                                                   | Wiese (55 m)                                                  | Wiese (55 m)                                                  |
| ehemaliger Bahnhof, jetzt Haltepunkt Streckenende | 27,16                                             | Zell (Wiesental)                                              | 428 m                                                         |
| Strecke (außer Betrieb) |                                                   | ehem. nach Todtnau                                            | ehem. nach Todtnau                                            |

Die heutige Wiesentalbahn ist eine 28,75 Kilometer lange elektrifizierte Hauptbahn in Baden-Württemberg im Dreiländereck bei Basel. Sie führt entlang des Flusses Wiese vom Badischen Bahnhof in Basel – anfangs auf schweizerischem Gebiet – über Lörrach und Schopfheim nach Zell im Wiesental.
Betreiber der Infrastruktur ist die DB InfraGO.

## Geschichte

### Bau und erste Jahrzehnte
Der untere Teil der Strecke wurde als erste Privatbahn im Großherzogtum Baden von der Wiesenthalbahn-Gesellschaft gebaut und am 5. Juni 1862 – zwei Tage vor der regulären Betriebsaufnahme – in einer Länge von 20 Kilometern bis nach Schopfheim eröffnet. Am 5. Februar 1876 wurde die ebenso normalspurige „Hintere Wiesenthalbahn“ zwischen Schopfheim und Zell durch die Schopfheim-Zeller Eisenbahn-Gesellschaft in Betrieb genommen. Die erst im Juli 1889 eröffnete weitere Fortsetzung von Zell bis nach Todtnau – als „Obere Wiesentalbahn“ (resp. „Todtnauerli“) bezeichnet – wurde als Schmalspurbahn erstellt; aufgrund der Nachfrage der Gewerbebetriebe wurden normalspurige Güterwagen auf Rollböcken geführt. Dieser oberste Abschnitt der Wiesentalbahn wurde in den 1960er-Jahren stillgelegt und ist inzwischen abgebaut und zu einem Bahntrassenradweg umgebaut.
Weil das Deutsche Reich vom Großherzogtum Baden aus militärischen Gründen den Bau einer leistungsfähigen Eisenbahn von Weil am Rhein nach Säckingen verlangte, für die die vorhandene Strecke Lörrach–Schopfheim mitbenutzt werden sollte, erwarb der badische Staat zum 1. Januar 1889 die gesamte Strecke Basel–Zell und gliederte sie in seine Großherzoglich Badischen Staatseisenbahnen ein. Diese hatten von Anfang an den Betrieb auf Kosten der Privatgesellschaften geführt. Der Eigentumsübergang erfolgte am 1. Januar 1889 bis Schopfheim und ein Jahr später bis Zell. Als eine der ersten Strecken in Deutschland wurde die Strecke 1913 gemeinsam mit der Wehratalbahn elektrifiziert, Grundlage war neben der strategischen Bedeutung die reichlich vorhandene Wasserkraft. Zunächst verwendete man Einphasen-Wechselspannung mit 15 Kilovolt und einer Frequenz von 15 Hertz, geliefert vom Wasserkraftwerk Augst-Wyhlen. Eingesetzt wurden speziell entwickelte Lokomotiven der Badischen Staatsbahn sowie bis 1927 auch die Preußische ES 2. Auch wenn die Frequenz 1936 auf den Standard von 16⅔ Hertz erhöht worden war, war hier die elektrische Traktion bis 1955 ein Inselbetrieb.
In den ersten Jahrzehnten des 20. Jahrhunderts wurde die Bahn massiv von pendelnden Arbeitern genutzt, die in den Industriebetrieben des Wiesentals tätig waren. Besonders hohe Fahrkartenverkäufe verzeichneten die Stationen Lörrach, Stetten, Steinen und Brombach. An letzterer wurden allein im Jahr 1924 136.036 Fahrkarten verkauft.
Wegen des Kabotageverbots waren die Züge nicht für Fahrten zwischen der auf Schweizer Gebiet liegenden Station Riehen und Basel zugelassen, ebenso bestand ein Bedienungsverbot von Basel nach Riehen.

### Seit dem Jahr 2000
Der Schienenpersonennahverkehr (SPNV) wird seit dem 15. Juni 2003 von der SBB GmbH, der deutschen Personenverkehrstochter der Schweizerischen Bundesbahnen (SBB), betrieben. In den Jahren 2003 bis 2005 wurden massive Modernisierungsmaßnahmen durchgeführt; mit Ausnahme eines Restgüterverkehrs und der Autoreisezüge nach Lörrach wandelte sich der Charakter zunehmend zur reinen S-Bahn-Strecke ohne Güterverkehr. Der Personenverkehr auf der Wiesentalbahn ist seither als S6 ins Netz der S-Bahn Basel eingebunden. Ergänzt wird die Wiesentalbahn durch die S5 von Weil am Rhein nach Schopfheim bzw. Steinen, die auf der Teilstrecke Lörrach-Stetten – Schopfheim die Trasse der Wiesentalbahn nutzt.
Im Sommer 2004 wurde der Abschnitt von Lörrach-Stetten bis Haagen zweigleisig ausgebaut, um die auf der Bahnstrecke Weil am Rhein–Lörrach (Gartenbahn) verkehrende S5 bis nach Steinen verlängern zu können. Die Modernisierung der Stationen umfasste die Erstellung eines 55 Zentimeter hohen Bahnsteiges mit einer Länge von 150 Metern (Doppeltraktion RABe 521). Ohne nennenswerten Güterverkehr wurden analog zu Schopfheim ebenso in Lörrach inzwischen als überflüssig erachtete Bahnanlagen weiter zurückgebaut (unter anderem die Gleise 4 und 5 und der dazugehörige Bahnsteig im Lörracher Hauptbahnhof, Gleis 2 im Bahnhof Maulburg). Erstellt wurde ein neues örtliches elektronisches Stellwerk, das die gesamte Strecke der Wiesentalbahn (bis Staatsgrenze) und der Gartenbahn (bis Mitte Tüllinger Tunnel) von Lörrach aus steuert. Die meisten Neuerungen wurden bis Ende 2004 abgeschlossen und dem Betrieb übergeben.
Mit dem Fahrplanwechsel 2004/2005 im Dezember 2004 entstand tagsüber auf dem Abschnitt Lörrach-Stetten – Steinen (mit S5/S6) ein Viertelstundentakt. Zudem ging die Station Lörrach Schillerstraße in Betrieb.
Auf der Strecke werden seit Herbst 2005 Triebzüge des Typs Stadler Flirt (SBB-Baureihe RABe 521) eingesetzt, die die als Übergangslösung für den Einsatz in Deutschland modifizierten NPZ-Wendezug-Garnituren RBDe 561 im März 2006 endgültig ablösten.
Die Inbetriebnahme der Haltepunkte Schopfheim West und Lörrach Schwarzwaldstraße erfolgte zum 9. Dezember 2007, Riehen-Niederholz folgte am 14. Dezember 2008.
Zum Fahrplanwechsel 2009/2010 am 13. Dezember 2009 wurden folgende Namensänderungen an Stationen vorgenommen: Schillerstraße in Lörrach Museum/Burghof, Lörrach in Lörrach Hauptbahnhof, Haagen/Baden in Lörrach-Haagen/Messe sowie Brombach b. Lörrach in Lörrach-Brombach/Hauingen.
Im Winter 2020 wurde der Gleisabschnitt zwischen dem Badischen Bahnhof und Riehen Bahnhof komplett erneuert.
Der Lörracher Hauptbahnhof wird täglich von rund 3500 Fahrgästen genutzt und ist damit der meistfrequentierte im Wiesental (Stand 2009).
Zum Fahrplanwechsel im Dezember 2017 wurde der neue Haltepunkt Schopfheim-Schlattholz eröffnet. Die Bau- und Planungskosten für den 150 Meter langen Bahnsteig beliefen sich auf 1,44 Millionen Euro, wovon die Stadt Schopfheim 844.223 Euro trug. In Lörrach und Maulburg sollen drei weitere Haltepunkte entstehen, sofern es fahrplantechnisch umsetzbar ist.
Die Freifahrt für Schwerbehinderte ist auch auf dem kurzen Abschnitt Lörrach-Stetten – Basel gegeben. Alle Züge sind barrierefrei.

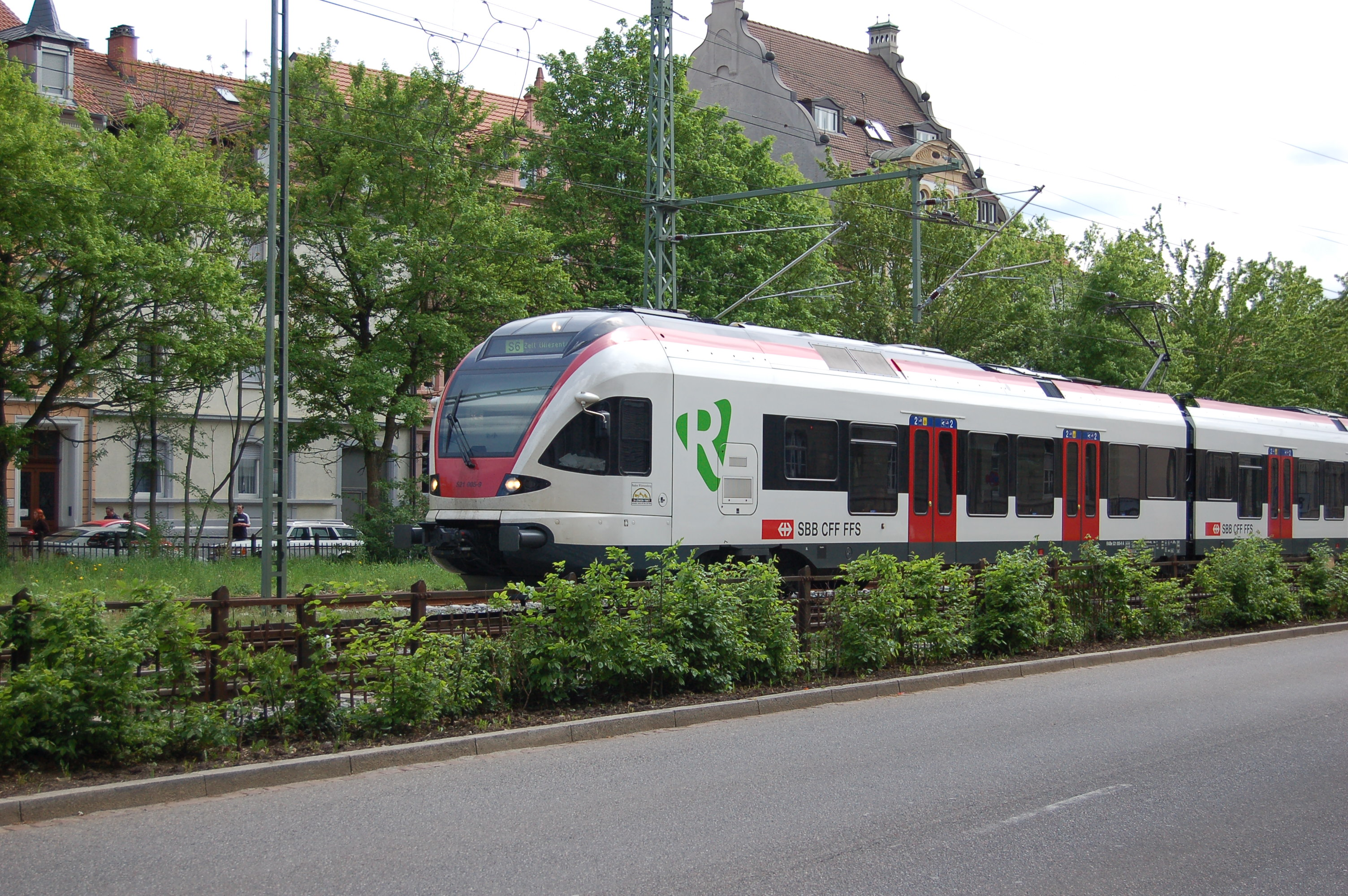
„Flirt“ in Lörrach
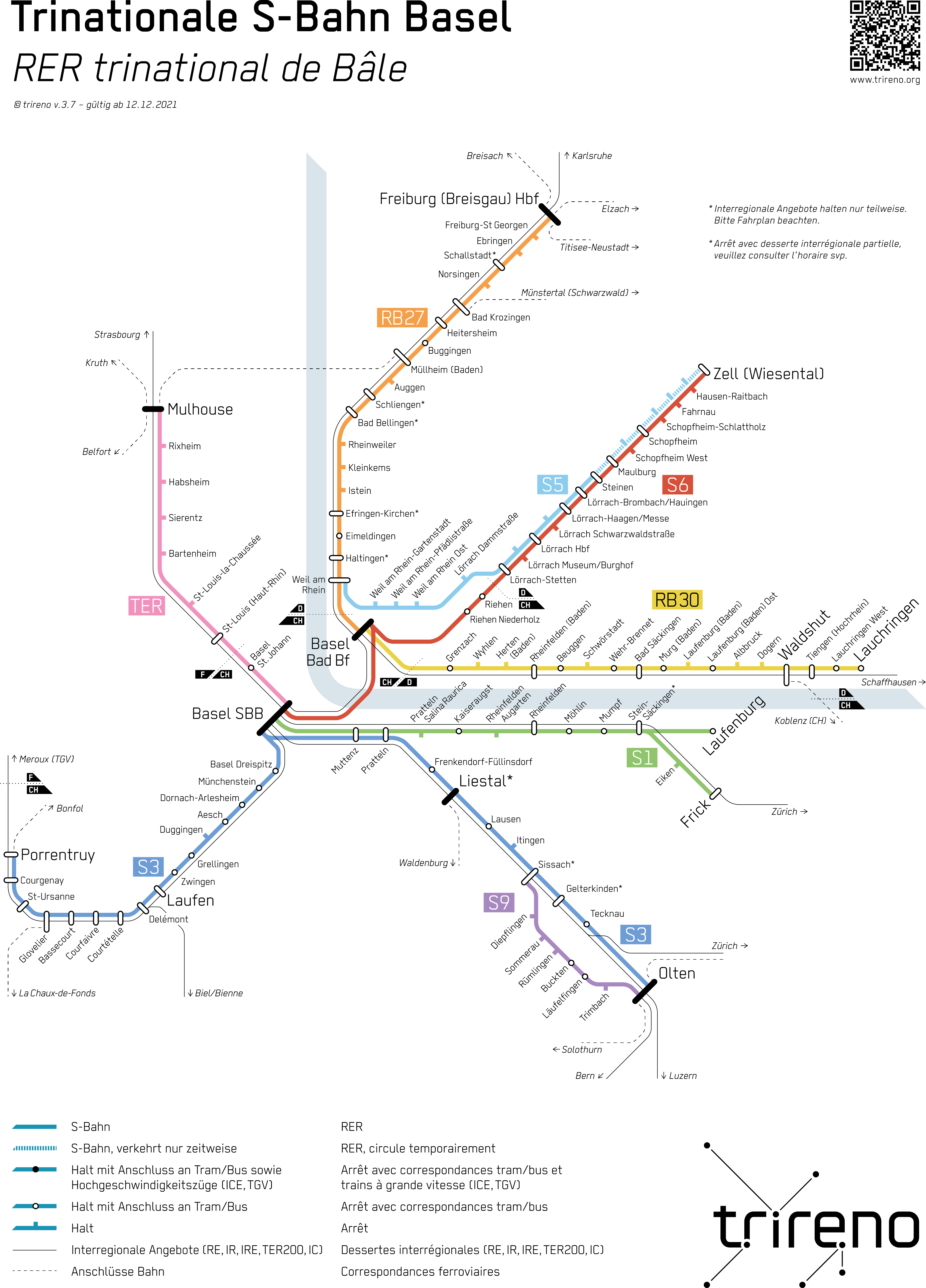
Die Wiesentalbahn im Netz der trinationalen S-Bahn Basel